# Kasr al-Buchari
Kasr al-Buchari a. Ksar al-Buchari (arab. قصر البخاري, fr. Ksar el Boukhari) – miasto i gmina w Algierii, w prowincji Al-Midija. W 2008 liczyło 67 813 mieszkańców.